# Робертс, Эшли
Эшли Эллин Робертс (англ. Ashley Allyn Roberts, род. 14 сентября 1981 года) — американская певица, танцовщица, хореограф, актриса и телеведущая, больше всего известная как бывшая вокалистка бурлеск и танцевальной группы The Pussycat Dolls. В феврале 2010 года покинула группу для того, чтобы заняться сольной карьерой, в связи с тем, что большой акцент делали на главную вокалистку группы Николь Шерзингер.
Эшли Робертс стала очень известна в Великобритании, после её участия в реалити-шоу I'm a Celebrity… Get Me Out of Here! в 2012 году и «Танцы на льду» в 2013 году, где она предстала в качестве судьи.

## Ранние годы
Родилась в Финиксе, штат Аризона, окончила среднюю школу Shadow Mountain High School. Имеет валлийское происхождение. Начала танцевать в возрасте трёх лет и петь в восемь. Отец Эшли был барабанщиком в группе The Mamas & the Papas, позже ушёл в автобизнес. Её мать была инструктором пилатеса. Её родители вдохновили Эшли начать карьеру в индустрии развлечений.
В старших классах во время летних каникул, отправилась в Калифорнию, чтобы изучать современные танцы. После окончания средней школы переехела в Лос-Анджелес на постоянное место жительство. Появилась в видеоклипах таких исполнителей как Counting Crows (Accidentally in Love), Джоша Гробана (You Raise Me Up), Jane's Addiction (True Trouble), Аарона Картера (Oh Aaron и Not Too Young, Not Too Old) и Пинк (Trouble). Робертс считает своими вдохновителями и образцами для подражания Голди Хоун, Кейт Мосс, Сиенну Миллер и Гвен Стефани.

## Карьера

### 2003—2010: The Pussycat Dolls и актёрская карьера
В 2003 году Эшли присоединяется к певческому составу The Pussycat Dolls вместе с Николь Шерзингер, Кимберли Уайатт, Мелоди Торнтон, Джессикой Саттой и Кармит Бачар. Группа заключает контракт с Interscope Records. Приняла участие в записи песен Stickwitu и Santa Baby для альбома PCD. А также записала сольную песню Played для альбома Doll Domination. Также появилась в телеигре Rock and Hard Place, организованной Meatloaf, вместе с Торнтон и Бачар.
В 2008 году группу покидает Кармит Бачар. The Pussycat Dolls отправляются в тур в поддержку своего второго альбома Doll Domination. По окончании тура в 2010 году Кимберли Уайатт объявила о своем уходе из группы, вслед за ней уходит и Робертс. 27 февраля 2010 года, в письме своим поклонникам она сделала следующее заявление на своем сайте:

«Да, я покинула The Pussycat Dolls. Я люблю всех вас очень сильно!!! Я благодарна за всю вашу поддержку и любовь. Это был удивительный путь и я так много узнала! Нас ждет новое путешествие. Путешествие полное творчества, вдохновения, обучения и веселья».

Её кинодебютом стала мелодрама «Сделай шаг», где она исполнила роль танцовщицы Брук. Производство продолжалось с 8 августа по 17 сентября 2007 года. Фильм получил смешанные но в основном положительные отзывы.
На своем сайте Эшли объявила, что будет работать по ряду различных проектов. Также она появилась в телесериале «90210: Новое поколение» в эпизоде Into the Wild, в котором она сыграла стриптизершу. Помимо актёрской карьеры, Робертс начала своё первое производство линии белья, предназначенного для пляжа, а также стала лицом марки Key Fashion Collection, которое выпускает платья.

### 2010 — настоящее время, I’m a Celebrity…, Dancing on Ice, Saturday Night Takeaway и Butterfly Effect
Эшли объявила, что она была в студии, и записывала песни для своего первого сольного альбома. В 2010 году она выпустила сольную песню, кавер Summer Place, которая была выпущена на iTunes 28 сентября. Также, Эшли появилась в клипе бывшей коллеги по группе The Pussycat Dolls и лучшей подруги Кимберли Уайатт на песню Stars in Your Eyes. 14 июня 2012 года сыграла эпизодическую роль в клипе своего друга Бобби Ньюберри на сингл Dirrty Up. 10 октября 2012 года выпустила превью-версию, кавер на песню Бобби Ньюберри All in a Day. 5 ноября 2012 года, Эшли объявила, что её первым официальным синглом станет песня Yesterday.
7 ноября 2012 года, было объявлено, что Робертс будет участвовать в 12 сезоне британского реалити-шоу I'm a Celebrity… Get Me Out of Here!, в котором она заняла второе место. В январе 2013 года, Робертс стала членом жюри на шоу «Танцы на льду», наряду с Робином Казинсом, Карин Барбер и Джейсоном Гардинером.
31 марта 2014 года, Робертс объявила о выходе своего сингла Clockwork, который был выпущен 25 мая 2014 года. 1 сентября 2014 года был выпущен её первый сольный альбом Butterfly Effect. 25 августа 2014 вышел второй сингл Woman Up. В 2016 году она покинула Saturday Night Takeaway Ant & Dec и подписала контракт с NBC , чтобы вести программу о путешествиях и стиле жизни 1st Look с 2016 по 2018 год. В 2018 году Робертс приняла участие в танцевальном шоу BBC Strictly Come Dancing в Великобритании и стала финалисткой. В 2019 году Робертс стала корреспондентом шоу-бизнеса Heart Breakfast на радиошоу Heart Radio , ведущими которого были Джейми Тикстон и Аманда Холден.

### 2019–настоящее время: воссоединение Pussycat Dolls
29 ноября 2019 года Pussycat Dolls подтвердили свое возвращение, а 7 февраля 2020 года выпустили новый сингл React с живым выступлением в финале The X Factor: Celebrity. Они объявили о 36-дневном мировом туре, но планы были отменены из-за ухудшения ситуации, вызванного пандемией COVID-19, и группа завершила воссоединение в 2021 году.
В 2020 году она появилась в Celebrity Gogglebox, британском документальном сериале о группах людей, которые смотрят и реагируют на телевизионные программы. В 2022 году она представила британское реалити-шоу The Real Dirty Dancing UK. С 2022 года она представляет танцевальное шоу Netflix Dance Monsters и радиошоу Heart Radio Heart 00's.

## Дискография

### Студийные альбомы
- Butterfly Effect (2014)

### Синглы
- There from a Summer Place (2010)
- Yesterday (2012)
- Clockwork (2014)
- Woman Up (2014)